# Jezioro Włocławskie

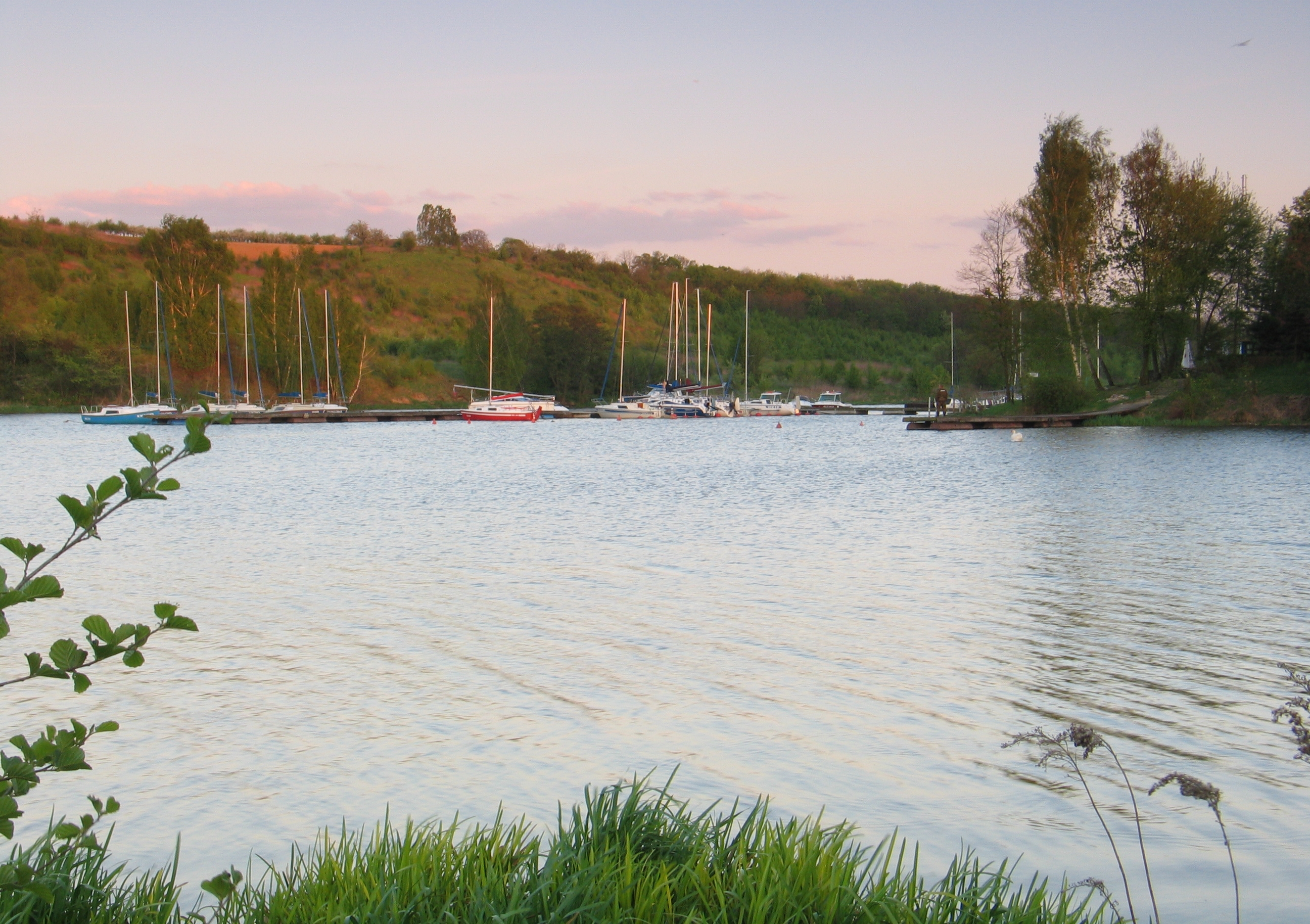
Marina in einer Bucht

Das Jezioro Włocławskie ist ein Stausee an der Unteren Weichsel im Thorn-Eberswalder Urstromtal, in den polnischen Woiwodschaften Masowien und Kujawien-Pommern. Er ist der größte Stausee in Polen.

## Beschreibung
Hinter der Staumauer wird das Wasser der Weichsel sowie kleinerer Zuflüsse aufgestaut. Bei Vollstau beinhaltet der Stausee 408 Millionen m³ Wasser. Die Wasserfläche beträgt dann 70,4 km².

## Geschichte
Der Stausee wurde ab 1963 gebaut und 1970 geflutet. Er wird als Schutzspeicher gegen Überflutungen, als Wasserkraftwerk und als Trinkwasserspeicher genutzt.

## Tourismus
Am Ufer des Sees befinden sich zahlreiche Marinas und Strände.

## Panorama

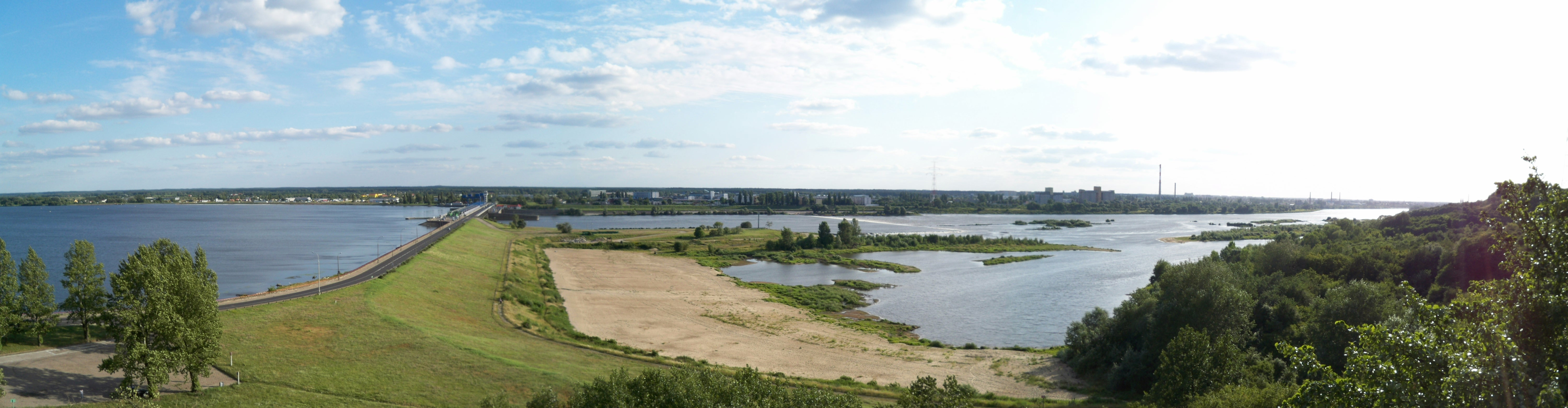
Panorama der Staumauer